# Fort Morgan
Fort Morgan é uma cidade localizada no estado americano do Colorado, no Condado de Morgan.

## Demografia
Segundo o censo americano de 2000, a sua população era de 11.034 habitantes.
Em 2006, foi estimada uma população de 10.807, um decréscimo de 227 (-2.1%).

## Geografia
De acordo com o United States Census Bureau tem uma área de
11,8 km², dos quais 11,6 km² cobertos por terra e 0,2 km² cobertos por água. Fort Morgan localiza-se a aproximadamente 1323 m acima do nível do mar.

## Localidades na vizinhança
O diagrama seguinte representa as localidades num raio de 40 km ao redor de Fort Morgan.